# Роган, Луи де
Луи Рене Эдуард принц де Роган-Гемене (фр. Louis René Édouard, prince de Rohan-Guéméné; 29 сентября 1734, Париж, королевство Франция — 16 февраля 1803, Эттенхайм, Швабский округ, Священная Римская империя) — французский кардинал и дипломат, член Французской академии. Титулярный епископ Канопы и коадъютор Страсбурга, с правом наследования, с 24 марта 1760 по 11 марта 1779. Епископ Страсбурга с 11 марта 1779 по 29 ноября 1801. Кардинал-священник с 1 июня 1778 по 16 февраля 1803.

## Биография
Луи де Роган с 1779 года, как и три Рогана до него, был князем-епископом Страсбургским. С июля 1771 по июль 1774 — посол Франции в Вене. Здесь он навлёк на себя немилость Марии Терезии и Марии-Антуанетты и после вступления на престол Людовика XVI впал в опалу, но уже в 1777 года он занял должность "Великого раздатчика милостыни Франции", а в 1778 году был назначен кардиналом.
Кардинал де Роган славился своей роскошью, богатством и распущенностью. При дворе его прозвали "Красавчик преосвященство". 
Покровительствовал графу Калиостро. Подобно Ришельё и Мазарини мечтал играть видную политическую роль в королевстве.
Луи де Роган был замешан в известной скандальной истории с ожерельем королевы, 15 августа 1785 года был посажен в Бастилию. Дело об ожерелье было разобрано парижским парламентом, вынесшим приговор 31 мая 1786. Кардинал де Роган был оправдан под овации парижской толпы. Но король выслал опального кардинала из Парижа с лишением должности "Великого раздатчика милостыни Франции". Выстроил роскошную резиденцию в Саверне.
В 1789 году он был избран депутатом от духовенства в Генеральные штаты, но появился в Национальном собрании только для того, чтобы протестовать против уничтожения прав дворянства, и в 1790 году переселился в свои германские поместья.

## Образ в литературе
- «Жозеф Бальзамо» и «Ожерелье королевы» А. Дюма-отца.
- «Трагедия королевы» Луизы Мюльбах.
- «Мария-Антуанетта: портрет ординарного характера» Стефана Цвейга.
- «Ночные тайны королев» Жюльетты Бенцони.
- «Ларец Марии Медичи» Еремея Парнова.

## Образ в кино и мультипликации
- «Мария-Антуанетта» , 1938, США, реж. В. С. Ван Дайк, в роли кардинала Барнетт Паркер.[англ.]
- «Тайны Версаля» , 1954, Франция, реж. Саша Гитри, в роли кардинала Жан-Пьер Омон.
- «Мария-Антуанетта», 1975, Франция, 4-серийный мини-сериал, реж. Ги-Андре Лефранк, в роли кардинала — Филипп Марш.
- «История с ожерельем», 2001, реж: Ч. Шайер, в роли кардинала — Джонатан Прайс.
- «Мария-Антуанетта. Подлинная история», 2006, Канада-Франция, реж. Франсис Леклер, Ив Симоно, в роли кардинала — Давид Ла Эй.
- «Роза Версаля», 1979, аниме-сериал по одноимённой манге,  Япония